# Estadio Monumental de Maturín
Pour les articles homonymes, voir Stade Monumental.
L'Estadio Monumental de Maturín (Stade Monumental de Maturín) est un stade de football situé à Maturín dans l'État de Monagas au Venezuela. 
Construit à l'occasion de la Copa América 2007, organisée du 26 juin au 15 juillet 2007, il a accueilli 3 matchs lors de la compétition (2 matches du premier tour, groupe B, et un quart de finale entre le Mexique et le Paraguay). Sa construction a coûté $85 millions de dollars américains. La capacité du stade est de 52 000 places ce qui en fait le plus grand stade de football du pays. 
Il accueille depuis lors les matches du club de Monagas SC.

## Événements
- Copa América 2007
- Championnat des moins de 20 ans de la CONMEBOL 2009

## Galerie

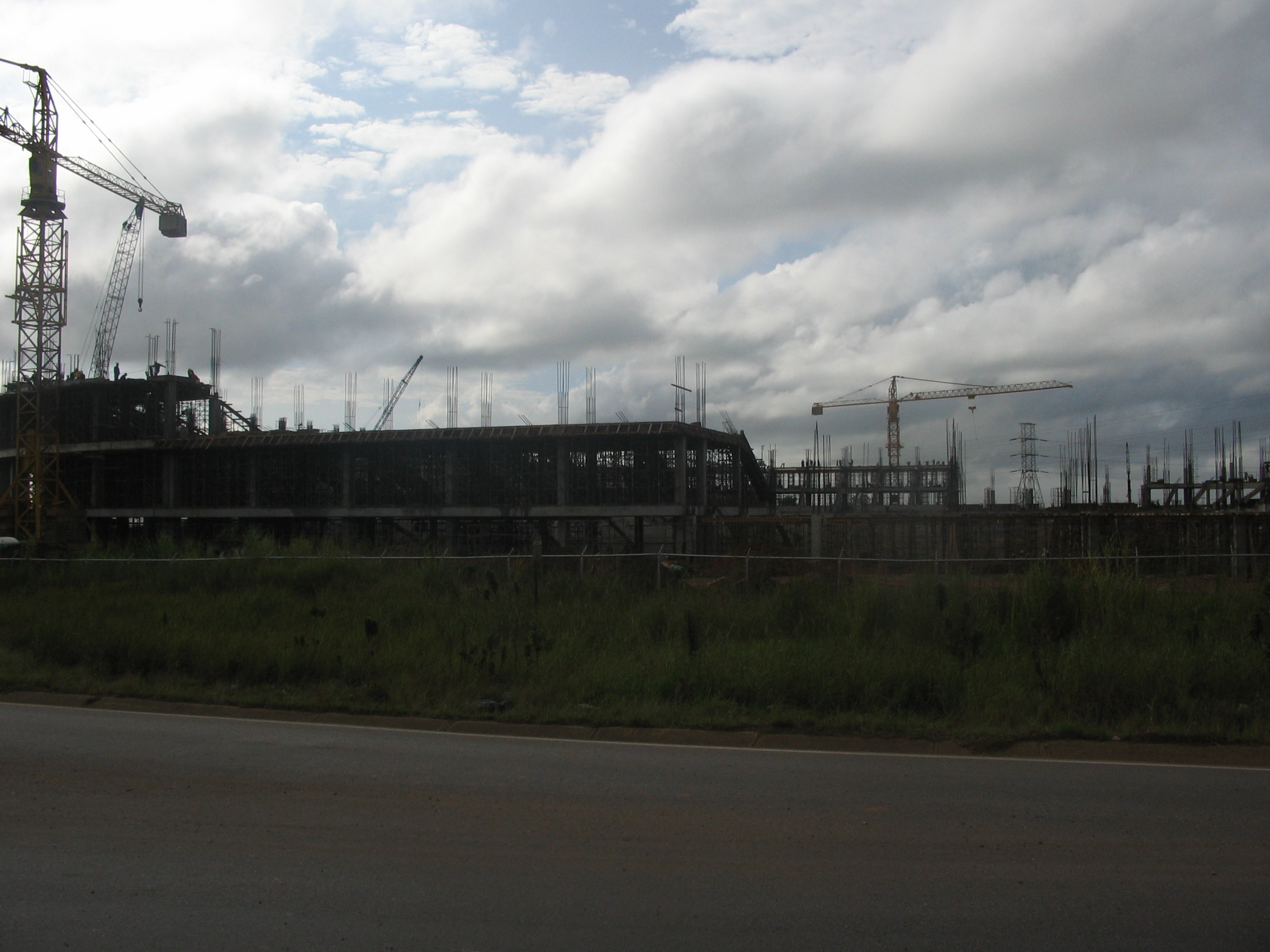
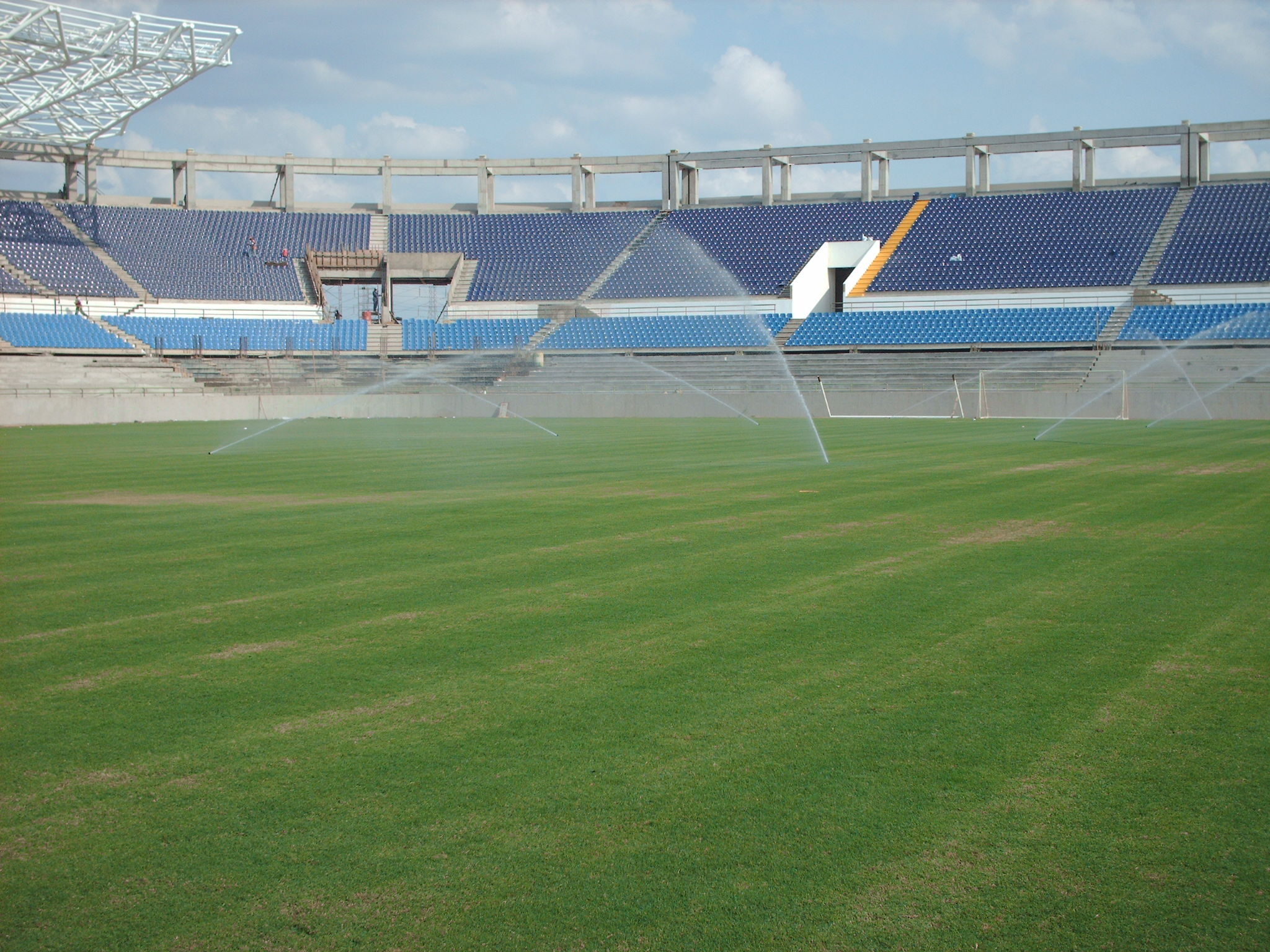